# Józef Moszczeński (podpułkownik)
Józef Moszczeński (ur. 17 lipca 1894 w Dziunkowie, zm. 10 kwietnia 1957 w Londynie) – podpułkownik dyplomowany piechoty Wojska Polskiego.

## Życiorys
Urodził się 17 lipca 1894 w Dziunkowie na Podolu. Po odzyskaniu przez Polskę niepodległości wstąpił do Wojska Polskiego. 1 grudnia 1924 roku awansował na majora ze starszeństwem z dniem 15 sierpnia 1924 roku i 122. lokatą w korpusie oficerów piechoty. W tym samym miesiącu został przydzielony do Biura Historycznego Sztabu Generalnego w Warszawie na stanowisko referenta. 2 listopada 1926 roku został przydzielony do Wyższej Szkoły Wojennej w Warszawie, w charakterze słuchacza VII Kursu Normalnego. Z dniem 31 października 1928 roku, po ukończeniu kursu i otrzymaniu dyplomu naukowego oficera Sztabu Generalnego, został przydzielony do Szkoły Podchorążych Piechoty w Ostrowi Mazowieckiej. W latach 1931–1932 odbył staż liniowy w 80 pułku piechoty w Słonimiu na stanowisku dowódcy batalionu. W październiku 1932 został przeniesiony do Wojskowego Biura Historycznego w Warszawie na stanowisko szefa wydziału. W 1939 na stanowisku szefa Wydziału Formacji Polskich. W 1936 roku awansował na podpułkownika. Jako delegat WBH w 1937 był członkiem Komisji Naukowej Towarzystwa Badania Historii Obrony Lwowa i Województw Południowo-Wschodnich. 
Po wybuchu II wojny światowej brał udział w kampanii wrześniowej 1939 jako szef sztabu 44 Dywizji Piechoty.
Został wzięty do niewoli. Był osadzony w Oflagu X C w Lubece, a następnie Oflagu VI B Dössel. Działał w obozowej konspiracji. Był szefem sztabu organizacji konspiracyjnej w obu obazach. W niewoli przebywał do początku kwietnia 1945 roku.
Po wojnie był jednym z autorów publikacji pt. Działania 2 Korpusu we Włoszech (1963). Zmarł 10 kwietnia 1957 roku w Londynie.

## Ordery i odznaczenia
- Krzyż Niepodległości (9 listopada 1933)[11][12]
- Krzyż Kawalerski Orderu Odrodzenia Polski (2 maja 1922)[13][14]
- Złoty Krzyż Zasługi (19 marca 1937)[15][16]
- Medal Pamiątkowy za Wojnę 1918–1921
- Medal Dziesięciolecia Odzyskanej Niepodległości